# Mitravaruna

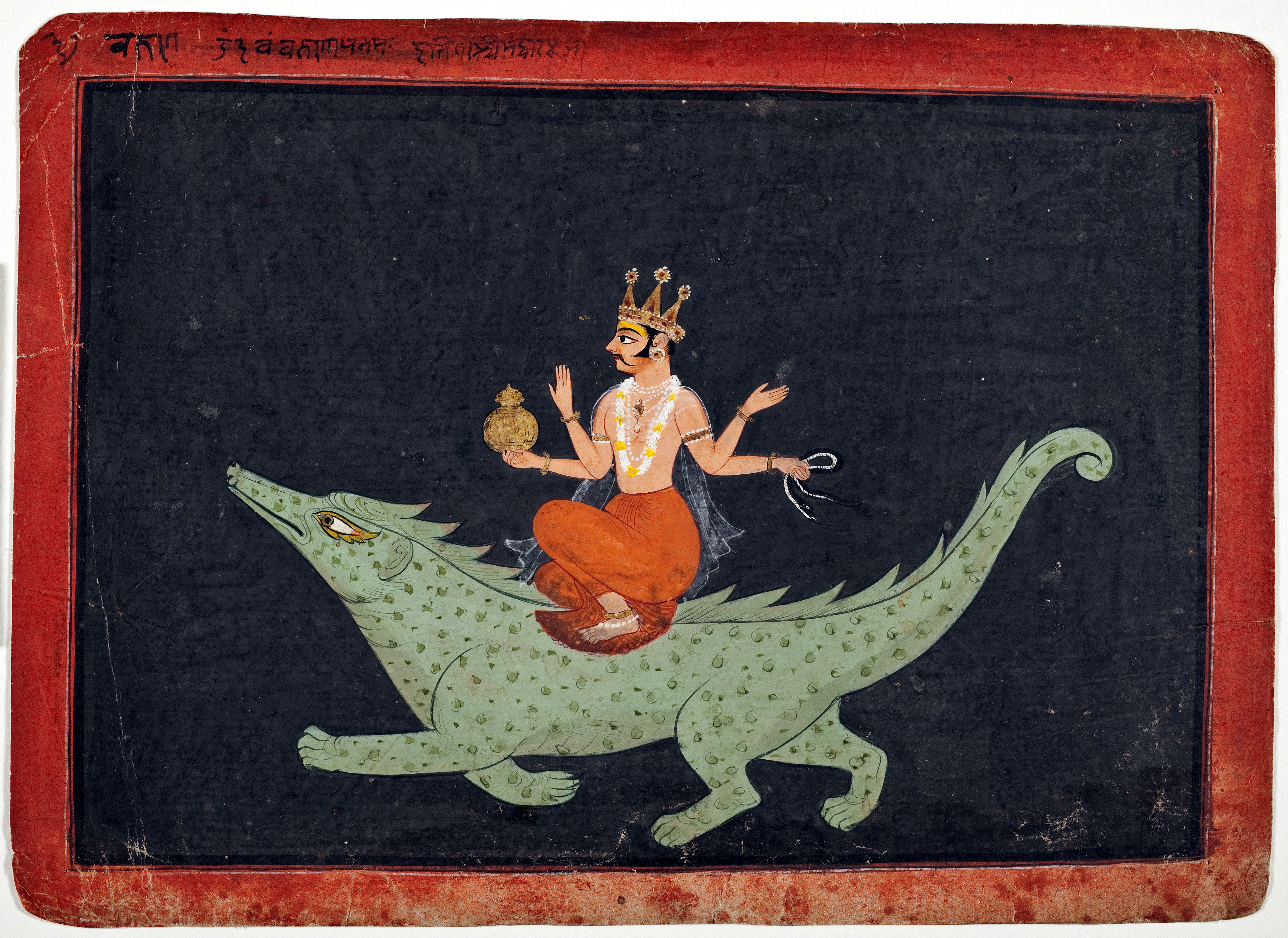
Varuna sur le Makara (Rajahstan, fin du XVIIe siècle)

Mitra et Varuna sont deux divinités (asuras) fréquemment invoquées dans le Rigveda. Tous deux sont des Adityas, c'est-à-dire des divinités solaires ; ils sont, conjointement, les défenseurs du ṛtá. Dieux souverains, ils sont complémentaires, et souvent associés dans le composé (dvandva) Mitra-Varuna (मित्रवरुण). À noter que l'ordre des deux termes n'est pas commandé par leur hiérarchie, mais par les règles de la métrique.
Dans "la Magie d'Hénok", l'opposition entre ces dieux est comparée à l'opposition entre Horus et Seth, où ces deux dieux sont également solaires, défendant chacun à leur manière la barque de Râ. L'auteur de l'ouvrage avance le mythe que ces deux dieux seraient des adeptes, mandatés par des divinités inconnues des panthéons humains. L'un, Horus / Mitra, adepte de l'Amour, aurait amené le patriarcat, tandis que l'autre, Seth / Varuna, adepte de la Volonté, aurait amené le matriarcat et l'art rupestre.
Pour plus de renseignements sur chacun de ces dieux, voir les articles Mitra et Varuna.